# ژروم شیوتی
ژروم شیوتی (فرانسوی: Jérôme Chiotti‎؛ زادهٔ ۱۸ ژانویهٔ ۱۹۷۲) دوچرخه‌سوار اهل فرانسه است.
وی در مسابقات کشوری و بین‌المللی در مجموع برندهٔ ۱ مدال نقره شده‌است.